# Povolide
Povolide é uma povoação portuguesa sede da Freguesia de Povolide do Município de Viseu, freguesia com 20,22 km² de área e 1583 habitantes (censo de 2021), tendo, por isso, uma densidade populacional de 78,3 hab./km².
Além da sede, a Freguesia de Povolide é constituída pelas aldeias de Cabril, Cadimas, Nespereira, Nesprido, Povoação, Vila Corça, Vilar de Baixo e Vilar da Ordem. Dela fazem parte ainda algumas quintas, com fortes tradições agrícolas, que constuíram no passado fonte de desenvolvimento da freguesia de Povolide.

## História
Foi vila e sede de concelho até 1855. Era constituído pela freguesia da sede e tinha, em 1801, 1067 habitantes.
No Arquivo Distrital de Viseu consta a seguinte história administrativa, biográfica e familiar: "Teve foral de D. Afonso III. Por carta de 10 de Dezembro de 1385 foi doada a Esteves Dias de Avelar e em Junho de 1431 foi confirmada a Gonçalo Vasques, que a comprou."
Teve foral manuelino em 17 de Abril de 1513 .
Era abadia da apresentação dos condes de Povolide, diocese de Viseu.

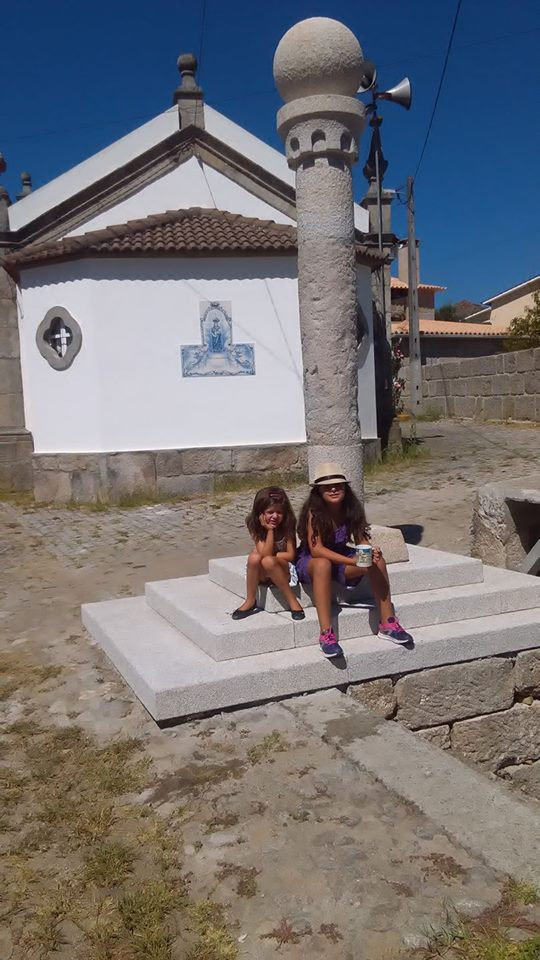
Pelourinho recolocado no ano de 2017

## Demografia
A população registada nos censos foi:
| Distribuição da População por Grupos Etários | Distribuição da População por Grupos Etários | Distribuição da População por Grupos Etários | Distribuição da População por Grupos Etários | Distribuição da População por Grupos Etários |
| -------------------------------------------- | -------------------------------------------- | -------------------------------------------- | -------------------------------------------- | -------------------------------------------- |
| Ano                                          | 0-14 Anos                                    | 15-24 Anos                                   | 25-64 Anos                                   | > 65 Anos                                    |
| 2001                                         | 323                                          | 293                                          | 987                                          | 356                                          |
| 2011                                         | 222                                          | 193                                          | 906                                          | 426                                          |
| 2021                                         | 144                                          | 157                                          | 795                                          | 487                                          |

## Património
- Pelourinho de Povolide
- D. Tristão da Cunha de Ataíde, Senhor de Povolide, foi um dos quarenta conjurados, na crise de 1640, que levou à restauração da Independência de Portugal